# Maraviroc
A Maraviroc (Selzentry, Celsentri) 
egy  chemokin receptor antagonista gyógyszer, melyet a   Pfizer cég fejlesztett ki  HIV vírus ellen.
A molekula a   HIV és a  CCR5 közti kapcsolatot gátolja.